# Hieronymus Engberding
Hieronymus Engberding OSB (* 27. Januar 1899 in Bottrop; † 20. Mai 1969 in Gerleve) war ein Benediktinermönch und katholischer Liturgiewissenschaftler.
Karl Anton Engberding wurde 1899 in Bottrop als Sohn des Joseph Engberding und der Maria geb. Bergermann geboren. Volksschule und das Jungengymnasium besuchte er in Bottrop und erhielt am 20. Juni 1917 das Abitur. Von Juni 1917 bis November 1918 war im Militärdienst und an der Front in Frankreich. Von 1919 bis 1923 studierte er katholische Theologie in Münster und von 1928 bis 1930 in Bonn Kunde des christlichen Morgenlandes und orientalische Sprachen. Am 22. Dezember 1923 empfing er die Priesterweihe und trat im Februar 1924 in die Benediktinerabtei Gerleve bei Billerbeck i. W. ein; dort empfing er den Ordensnamen Hieronymus.
Seine Inaugural-Dissertation über die Basilius-Anaphora reichte Engberding Ende Januar bei der Philosophischen Fakultät Bonn ein und bestand am 26. Februar 1930 die mündliche Prüfung. Nach seiner feierlichen Promotion am 31. Juli 1931 wirkte Engberding zunächst in der damaligen ostkirchlichen Arbeitsgemeinschaft seiner Heimatabtei Gerleve. 1950–1959 erfüllte er einen Lehrauftrag für Geschichte und Theologie der östlichen Kirche an der Universität Münster. Die ihm 1952 angebotene außerordentliche Professur der Universität Würzburg für Kunde des christlichen Ostens lehnte er zugunsten des Klosterlebens ab. 1955 bis 1963 wirkte er als Mitherausgeber der Zeitschrift Oriens Christianus. Ihr Band 48 (1964) wurde ihm als Festschrift gewidmet. Am 20. Mai 1969 erlag er in seiner Zelle einem Herzinfarkt.
Engberding gilt als führender Vertreter der von Anton Baumstark jun. begründeten Vergleichenden Liturgiewissenschaft im 20. Jahrhundert.

## Hauptwerk
- H. Engberding: Das eucharistische Hochgebet der Basileiosliturgie. Textgeschichtliche Untersuchungen und kritische Ausgabe (Theologie des christlichen Ostens 1). Aschendorff, Münster i. W. 1931. OCLC 166046388